# Rüppells grasmus
Rüppells grasmus (Curruca ruppeli synoniemen: Sylvia ruppeli en S. rueppelli, ook rüppellgrasmus of zwartkeelgrasmus) is een zangvogel uit de familie  Sylviidae (grasmussen). Deze vogel is in 1823 geldig beschreven door Coenraad Jacob Temminck en vernoemd naar de Duitse natuuronderzoeker Eduard Rüppell die de vogel op Kreta verzamelde.

## Kenmerken
Het mannetje van Rüppells grasmus is hoofdzakelijk grijs, met een zwarte kruin, keel en bovenste deel van de borst. Hij heeft een opvallende witte mondstreep. Het vrouwtje heeft een grijzere kop, die heel licht is tot donker gevlekt. Het mannetje heeft een rode oogring, die bij het vrouwtje bruinrood is. Beide geslachten hebben lichte zomen aan de tertials en armpennen. De duimvleugel is opvallend zwart, de vleugeldekveren zijn groot. De poten zijn bruinrood, de snavel is vrij lang en dun. Rüppells grasmus wordt zo'n 12,5 tot 13,5 centimeter groot.

## Broeden
Rüppells grasmussen broeden in doornstruiken met in de omgeving enkele bomen op droge, rotsige hellingen, in maquis en in open eikenbossen met dichte bodemvegetatie in de vorm van struiken en dergelijke. Hij nestelt op zo'n halve meter boven de grond, tot boven de 1500 meter boven zeeniveau. Beide geslachten broeden en verzorgen de jongen nadat deze zijn uitgekomen.

## Voedsel
Insecten, larven, bessen en spinnen.

## Verspreiding en leefgebied
Deze vogel broedt in Griekenland, Turkije en de eilanden in de Egeïsche Zee. In de winter trekt hij ten zuiden van de Sahara naar droge steppen en savannes, hoofdzakelijk in Soedan en Tsjaad.

## Status
De grootte van de wereldpopulatie werd in 2021 geschat op 217 duizend tot 1,08 miljoen volwassen individuen. Men veronderstelt dat de soort in aantal stabiel is. Om deze redenen staat Rüppells grasmus als niet bedreigd op de Rode Lijst van de IUCN.

## Gelijkende soorten
- Kleine zwartkop
- Cyprusgrasmus